# Охорона надр нафтових і газових родовищ
Охоро́на надр на́фтових і га́зових родо́вищ (рос. охрана недр нефтяных и газовых месторождений; англ. protection of oil and gas field resources; нім. Schutz m von Bodenschätzen der Erdöl- und Erdgaslagerstätten) – комплекс заходів, скерованих на запобігання втрат нафти в надрах внаслідок низької якості проводки свердловин, неправильної розробки нафтових покладів і експлуатації свердловин, що приводить до передчасного обводнення або дегазації пластів, перетікання рідини між продуктивними і сусідніми горизонтами та інших наслідків, які погіршують стан земних надр. 